# 세르게이 크리보크라소프
세르게이 블라디미로비치 크리보크라소프(러시아어: Серге́й Влади́мирович Кривокра́сов, 1974년 4월 15일~)는 러시아의 아이스하키 선수, 지도자로 포지션은 라이트윙이다. 내셔널 하키 리그(NHL)의 시카고 블랙호크스, 내슈빌 프레더터스, 캘거리 플레임스, 미네소타 와일드, 마이티 덕스 오브 애너하임 소속으로 활동했으며 NHL 통산 450경기 출전했다.
국제 대회에 러시아 국가대표팀 소속으로 참가했으며, 1998년 동계 올림픽에서 은메달을 획득했다.